# Ютурна
Ютурна (Iuturna; Juturna) e латинска изворна нимфа. Тя е сестра на убития от Еней цар на рутулите Турн (Turnus). Тя се харесва особено много на Юпитер и затова е издигната за богиня (Divini) на изворите, водоемите и реките. От бог Янус, тя има син Фонт. Нейните осветени води имат лекуваща сила с терапевтично влияние.
Особено много е почитана в Рим. Фонтанът Ютурна в Рим се намира на Палатин в Римския форум. В нейна чест е празникът Juturnalien на 11 януари.